# Francesco Carnevalini
Francesco Carnevalini (Viterbo, 7 agosto 1898 – Debra Sina, 10 maggio 1936) è stato un militare italiano, insignito della medaglia d'oro al valor militare alla memoria nel corso della guerra d'Etiopia.

## Biografia
Nacque a Viterbo il 7 agosto 1898, figlio di Orazio e Zenaide Betti. Appartenente a una nobile famiglia viterbese, all'età di diciassette anni si arruolò nel Regio Esercito dopo l'entrata in guerra del Regno d'Italia, avvenuta il 24 maggio 1915, assegnato come milite del Corpo nazionale volontari ciclisti automobilisti. Congedato nel novembre 1915, all'atto dello scioglimento del Corpo, venne poi chiamato a prestare servizio militare con la sua classe nel febbraio 1917, prendendo nuovamente parte alle operazioni di guerra con il 1º Reggimento artiglieria pesante campale, dotato di cannoni da 105/28, della 13ª Brigata d'artiglieria. Promosso aspirante ufficiale di complemento dell'arma di artiglieria nell'agosto 1918, fu successivamente trasferito al reparto Scuola Bombardieri del 30º Reggimento artiglieria da campagna e nell'ottobre successivo, sempre nei bombardieri, venne promosso sottotenente. La sua assegnazione, nel 1919, al battaglione studenti universitari del 13º Reggimento artiglieria da campagna gli permise di riprendere gli studi interrotti e conseguire la laurea in giurisprudenza presso l'università di Roma. Aderito al movimento fascista partecipò alla marcia su Roma, e fu corrispondente de Il Popolo d'Italia e del settimanale viterbese La rocca. Nel 1923 fu iscritto alla Milizia Volontaria Sicurezza Nazionale con il grado di centurione e poi visse per alcuni anni in Africa orientale con funzioni direttive presso una industria parastatale. Nel 1933 venne promosso seniore a scelta. Mobilitato a domanda nel maggio 1935, in vista dell'inizio delle ostilità con l'Impero d'Etiopia, venne assegnato in servizio alla 116ª Legione "Alpina" della 2ª Divisione CC.NN. "28 ottobre" con la quale si imbarcò a Napoli, arrivando a Massaua il 7 settembre 1935.  Cadde in combattimento a Debra Sina il 10 maggio 1936, e fu insignito della medaglia d'oro al valor militare alla memoria. A Viterbo in suo onore fu denominato il quartiere che nel secondo dopoguerra è stato rinominato "Pilastro".

### Fonti
1. 1 2 3 4  Combattenti Liberazione.
2. 1 2 3  Gruppo Medaglie d'Oro al Valor Militare 1965, p. 173.
3. 1 2 3 4 5  Gente di Tuscia.
4. ↑   Medaglia d'oro al valor militare Carnevalini, Francesco, su quirinale.it, Quirinale. URL consultato l'11 luglio 2021.